# Balaiada

Mapa de las principales revueltas ocurridas en Brasil antes de 1840.

La Balaiada fue una revuelta popular producida entre 1838 y 1841 en la entonces provincia de Maranhão, Imperio del Brasil, y que después de un intento de tomar San Luis los rebeldes se dispersaron en la provincia vecina de Piauí. Sus causas estaban en la mala gestión del gobierno local, incapaz de impedir que la mayoría de la población se arruinara durante la crisis del comercio de algodón. La paz sólo fue lograda cuando el Emperador de Brasil concedió una amnistía general a los últimos rebeldes.

## Antecedentes
Durante el período de la regencia brasileña, Maranhão, región exportadora de algodón sufrió una fuerte crisis económica debido a la competencia de EE. UU.. Al mismo tiempo, la ganadería pasó a absorber mano de obra esclava disminuyendo así el salario de los campesinos libres más pobres.
En el ambiente político la clase alta local se hallaba dividida en la disputa entre liberales (bem-te-vis) y conservadores (cabanas). Cuando el regente Pedro de Araújo Lima se alió a los cabanas estos aprovecharon para ganar apoyo entre los trabajadores ganaderos, el principal apoyo de los liberales. En tanto que en Piauí gobernaba Manuel de Sousa Martins, un conservador que por medio de su Ley de Alcaldes (Lei dos Prefeitos) reprimió diversos movimientos opositores, lo que movió a los liberales a rebelarse para conseguir más poder político.

## El movimiento
La Balaiada fue iniciada por el ganadero Raimundo Gomes (Cara Preta), trabajador de la hacienda del padre liberal Inácio Mendes. El hermano de Gomes había sido encarcelado por el subprefecto local y este junto a un grupo de compañeros asalto la cárcel para liberarlo en diciembre de 1838. Poco después Gomes se alió a Cosme Bento das Chagas, un esclavo fugitivo con miles de seguidores (esclavos fugados de plantaciones y venidos de los quilombos), y Manuel Francisco dos Anjos Ferreira (llamado Manuel Balaio, por el cual se nombró al rebelión), líder de los artesanos, para enfrentar al Presidente y Comandante de armas de la provincia, el coronel Luis Alves de Lima e Silva, quien los enfrentó cuando estos asaltaron la ciudad de Caxias, por lo que el coronel fue premiado con el rango de general y el título de barón de Caxias (Barão de Caxias), apodado O Pacificador. Sin embargo, la ciudad cayó poco después (agosto de 1839). Los rebeldes juntaron cerca de 10.000 a 11.000 hombres en total: 8.000 ganaderos libres y 3.000 esclavos fugitivos.

## La represión
A pesar de los intentos de los liberales de dominar el movimiento, este pronto adquirió forma de revolución social; saliéndose de control. Ante el enorme apoyo popular de este, la élite local conservadora y liberal empezó a buscar distintas formas de detener a los rebeldes.
Tras un fallido asalto a la capital provincial, San Luis, por 3.000 rebeldes indígenas y esclavos, la Guardia Nacional entró en Maranhão con 8.000 soldados, los rebeldes se dispersaron y unos 800 entraron en Piauí (febrero de 1840). Ante esto el gobierno imperial envió al Barón de Caxias con tropas. Las unidades bajo su mando alcanzaron la cifra de 8.000. Mediante una hábil política de pacificación y una poderosa ofensiva militar apoyada por las élites locales. Finalizando el conflicto en 1841.
Los líderes rebeldes fueron muertos en batalla o ejecutados después de capturados. Bento fue colgado. Sousa Martins también recibió un título de vizconde de Parnaíba (Visconde da Parnaíba). En cuanto a la amnistía general, fue aceptada por unos 2.500 rebeldes, pero los esclavos al saber que serían entregados a sus antiguos amos huyeron y se dispersaron en el interior en quilombos actuando como bandas hasta los años 1850. Se estima que unas 5.000 personas murieron durante la rebelión.